# Silene cretacea
Silene cretacea är en nejlikväxtart som beskrevs av Fisch.. Silene cretacea ingår i släktet glimmar, och familjen nejlikväxter. Inga underarter finns listade i Catalogue of Life.